# Лукоу (аэропорт)
Международный аэропорт Нанкин Лукоу (ИАТА: NKG, ИКАО: ZSNJ) — главный аэропорт, обслуживающий город Нанкин (столица провинции Цзянсу), а также в целом весь район дельты реки Янцзы. По состоянию на 2018 год с пассажиропотоком равным 28 500 000 человек, занимал одиннадцатое место в Китае. Расположен в пригородном районе Цзяннин, на расстоянии более 35 километров к югу от центра города Нанкин. Соединен с городом линией S1 Нанкинского метрополитена.
Нанкин является хабом для авиакомпаний China Eastern Airlines, Shenzhen Airlines, China Southern Airlines и XiamenAir. Нанкин является основной базой для авиакомпании China Postal Airlines, обеспечивая грузовые перевозки во все крупные города Китая, осуществляя экспресс-доставку и перевозку грузов для почты Китайской Народной Республики. В 2017 году аэропорт обработал 25 822 936 пассажиров и 374 214,9 тонн грузов.

## История
Строительство международного аэропорта Нанкин Лукоу началось 28 февраля 1995 года и было завершено через два года. Аэропорт открылся 1 июля 1997 года, все гражданские перелёты были переданы ему из аэропорта Нанкин Даджяочан, а Нанкин Даджиаочан был преобразован в военную авиабазу Китая.
Хотя Нанкин Лукоу был запланирован и построен как международный аэропорт, администрация Китая одобрила иностранные рейсы для него только 18 ноября 1997 года.
В 2006 году почта Китая начала строительство собственного экспресс-логистического центра в Нанкине для обслуживания экспресс-почты. Базовое строительство было завершено к 2009 году, центр был запущен, однако работы по его расширению продолжаются. Окончательный проект, как и планировалось, станет крупнейшим в Азии и третьим по величине в мире почтовым логистическим центром.
В 2009 году аэропорт обслужил 10 миллионов пассажиров. В 2013 году это число превысило 15 миллионов, что на три миллиона превышает проектную пропускную способность аэровокзала. В рамках подготовки к летним юношеским Олимпийским играм 2014 года, организованным в Нанкине, терминал 2 был завершён после более чем трёх лет строительства. Также были построены новая параллельная взлетно-посадочная полоса с рулёжными дорожками, новая башня, новые места для стоянки самолётов и новые средства обработки грузов. 12 июля 2014 года все рейсы были перенесены в терминал 2, а терминал 1 был закрыт на реконструкцию.
Новые объекты устранили проблему перегрузки аэропорта, вызванную ограниченными возможностями старого терминала и взлётно-посадочной полосы. В ноябре 2014 года, когда был запущен второй этап по расширению и оптимизации схем воздушного движения соседних стран, власти одобрили увеличение объёма полётов в часы максимальной нагрузки с 28 рейсов в час до 38 рейсов в час.
С добавленной пропускной способностью в аэропорту Нанкин произошло быстрое увеличение количества воздушных судов и общего числа пассажиров. В 2015 году общее количество пассажиров превысило 19 миллионов (до 28 декабря), что на 2,87 миллиона больше, чем в 2014 году, что на 17,7 % больше по сравнению с аналогичным периодом прошлого года. В аэропорту по-прежнему наблюдается существенный рост в 2016 году, когда в январе и феврале было обработано 29 210 воздушных судов и обработано 3,39 миллиона пассажиров, что на 16,9 % и 21,2 % соответственно по сравнению с аналогичным периодом 2015 года.

## Конструкция аэропорта
Аэропорт состоит из двух терминалов, двух 3600-метровых взлётно-посадочных полос (параллельных тремя рулёжными дорожками и соединенных двумя рулёжными дорожками), двух диспетчерских вышек, грузового центра, транспортного центра и перрона. Прилегающий к аэропорту, но не принадлежащий ему, является экспресс-логистическим центром China Post и базой China Post Airlines.
Старая часть аэропорта состоит из:
- Терминал 1 (площадь 132 000 м², 16 выходов на посадку, рассчитан на 12 миллионов пассажиров)
- одна северная взлётно-посадочная полоса (длина 3600 м, ширина 60 м)
- одна рулёжная дорожка (длина 3600 м, ширина 45 м)
- грузовой центр (34 000 м²)
- общая площадь (447 000 м²)
- диспетчерская вышка (высота 87 м[9])

Терминал 1 в настоящее время закрыт на ремонт. Все пассажирские рейсы выполняются из терминала 2.
Фаза 2 расширения включает в себя:
- Терминал 2 (площадь 263 000 м², 35 выходов на посадку, рассчитан на 18 миллионов пассажиров)
- одна северная взлётно-посадочная полоса
- две рулёжные дорожки, соединяющие северную и южную взлётно-посадочные полосы
- 20 мест для стоянки самолётов
- вторая диспетчерская вышка (высота 107 м[9])
- стоянка площадью 11 000 м²
- транспортный центр, в котором находится станция метро, автовокзал, гостиница[11], магазины и рестораны.

## Наземный транспорт

### Трансфер до аэропорта

#### Автобусное сообщение
- От Южного железнодорожного вокзала Нанкина : с 6:00 до 21:00, каждые 20 минут, время в пути 40 минут
- От железнодорожной станции Нанкин Восточная площадь (с остановкой на 221 Middle Longpan Road): 5: 40-21: 00, каждые 20 минут, время в пути 80 минут[12]

### Автострада
Аэропорт доступен по Konggang Road, которая соединяется с автомагистралью аэропорта. Скоростная автомагистраль аэропорта является частью скоростной автомагистрали S55 Нинсюань (Нанкин — Сюаньчэн).

### Рельсовый
Станция аэропорта Лукоу на линии S1 станции метро Нанкина связывает аэропорт с южным железнодорожным вокзалом Нанкина. На железнодорожной станции Nanjing South пассажиры могут пересесть на скоростные поезда в другие города, воспользоваться автобусами до близлежащих городов.

## Рекомендации
1. ↑  Nanjing Lukou International Airport Co., LTD. Officially renamed Eastern Airport Group Co., LTD._我苏网. Дата обращения: 1 декабря 2023. Архивировано 6 апреля 2023 года.
2. ↑  Nanjing Lukou International Airport Co., Ltd. officially renamed Eastern Airport Group Co., Ltd._我苏网 (англ.). www.ourjiangsu.com. Дата обращения: 14 ноября 2019. Архивировано 14 ноября 2019 года.
3. ↑  中国邮政速递物流 (кит.). www.ems.com.cn. Дата обращения: 14 ноября 2019. Архивировано 16 ноября 2019 года.
4. ↑  Xiang, Yu (3 декабря 2009). 禄口机场年客流量突破1000万人次. 新华日报. Архивировано 9 августа 2014. Дата обращения: 5 августа 2014.
5. ↑  南京禄口机场T2航站楼正式启用 原航站楼关闭改造. 凤凰网. Архивировано 14 ноября 2019. Дата обращения: 5 августа 2014.
6. ↑  机场高峰小时容量提至38架次/小时. 南京空港多媒体数字报. 南京路口国际机场有限公司. 15 ноября 2014. Архивировано 9 декабря 2014. Дата обращения: 5 декабря 2014.
7. ↑  衣, 姝 (11 января 2016). 全年旅客吞吐量突破1900万人次. 空港要闻. 南京禄口国际机场网站. Архивировано 9 апреля 2016. Дата обращения: 29 марта 2016.
8. ↑  张, 艳 (21 марта 2016). 前两月客流量增长21%实现"开门红". 空港要闻. 南京禄口国际机场网站. Архивировано 9 апреля 2016. Дата обращения: 29 марта 2016.
9. 1 2  南京禄口机场新塔台6月启用 同时指挥2条跑道. 人民网. 13 июня 2014. Архивировано 8 августа 2014. Дата обращения: 5 августа 2014.
10. ↑  Archived copy (кит.). 江苏省统计局 (19 декабря 2012). Дата обращения: 2 декабря 2013. Архивировано 10 ноября 2013 года.
11. ↑  南京禄口机场二期主体工程完成近80% (кит.) (26 ноября 2012). Дата обращения: 2 декабря 2013. Архивировано 3 декабря 2013 года.
12. ↑  南京禄口国际机场-机场大巴-机场大巴 (кит.). web.archive.org (15 ноября 2012). Дата обращения: 14 ноября 2019. Архивировано из оригинала 15 ноября 2012 года.
13. ↑  10号线和机场线今晨齐发 市民开启"长腿生活". 现代快报. 新华网江苏频道. 1 июля 2014. Архивировано 8 августа 2014. Дата обращения: 5 августа 2014.